# تصنيف دنهام

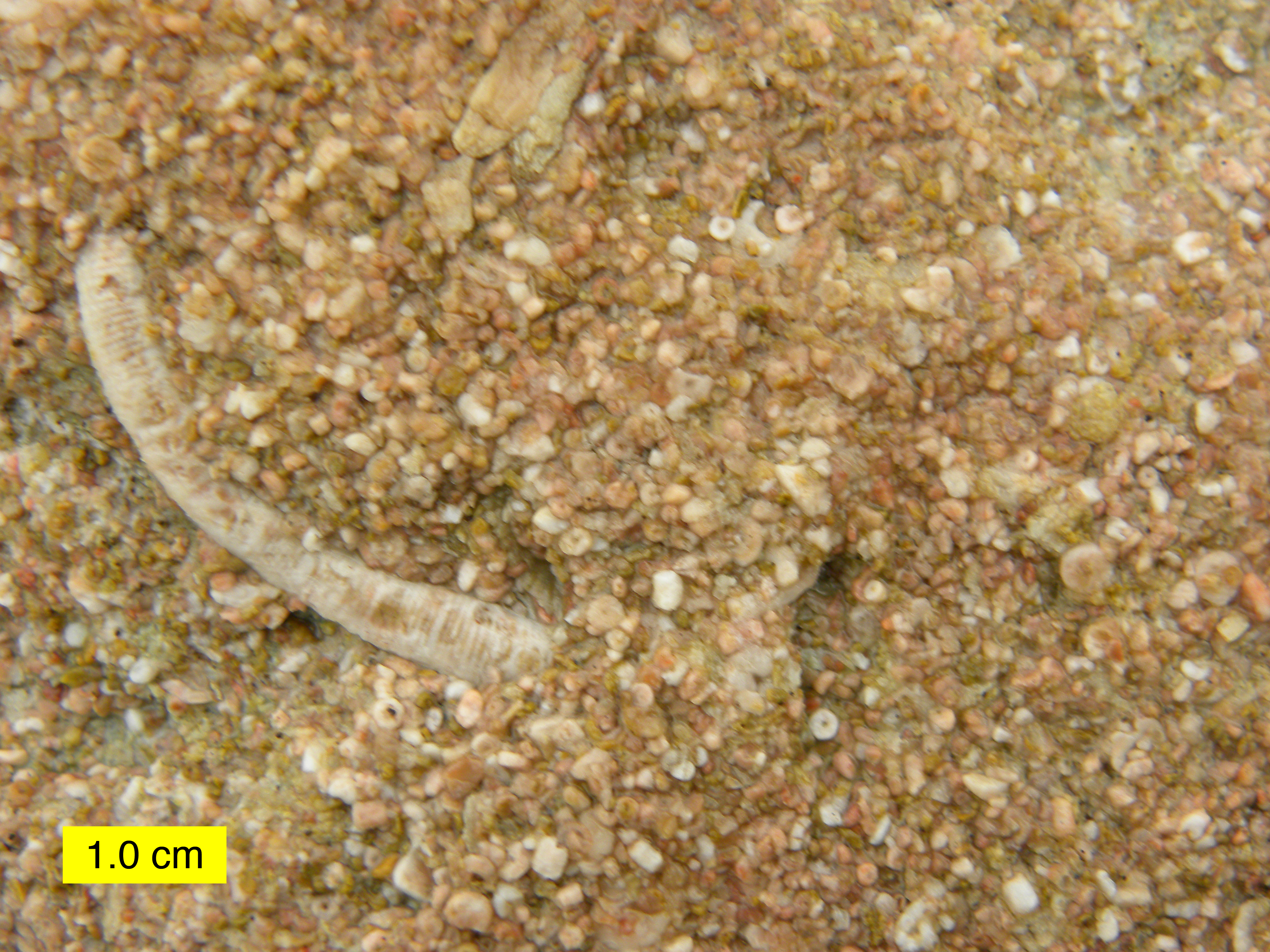
Grainstone في تصنيف دنهام (Brassfield تشكيل بالقرب Fairborn, أوهايو). حجم حبيبات شظايا زنبق البحر.

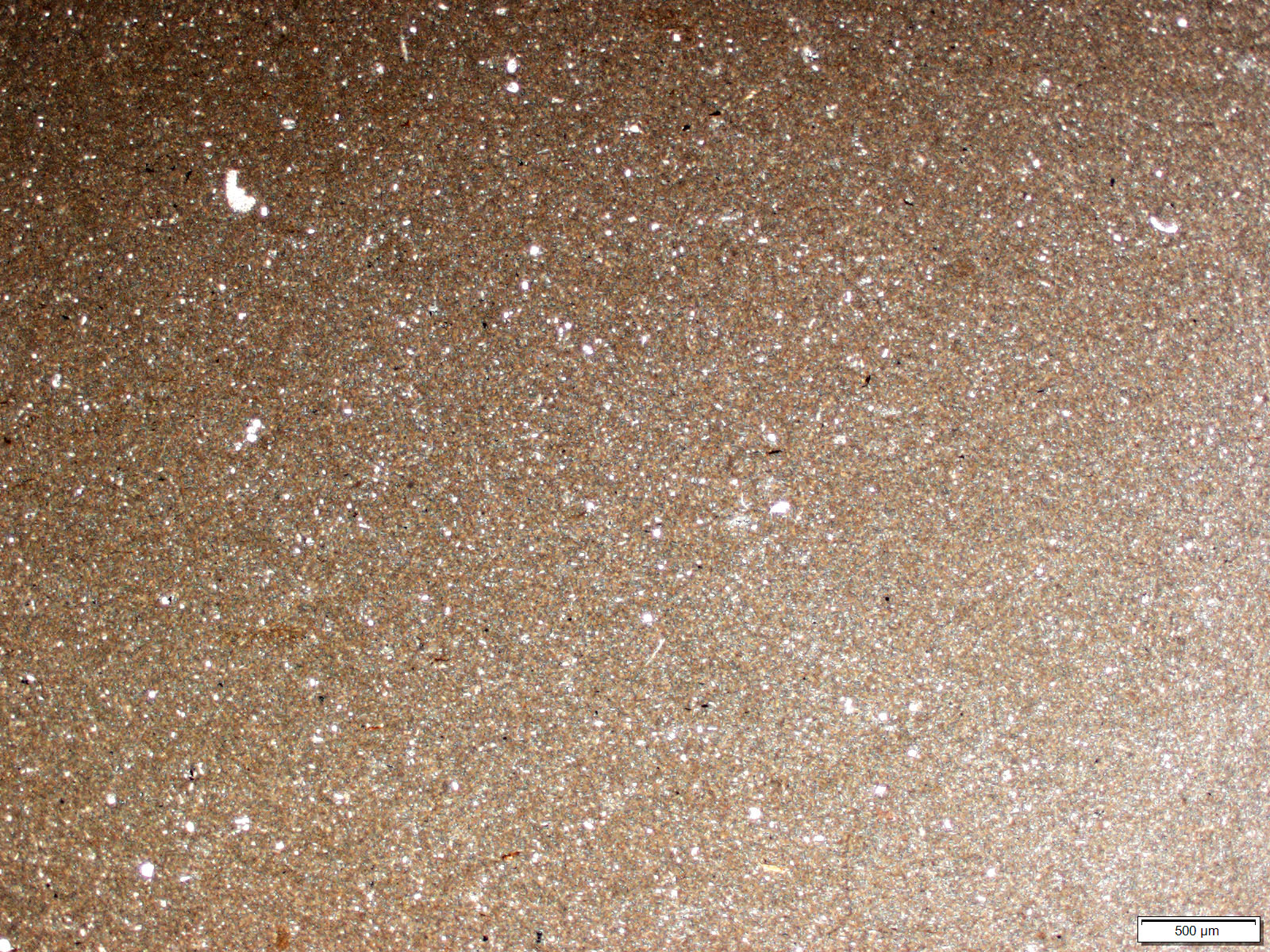
قسم رقيقة صورة مجهرية من كربونات الطيني في الطائرة ضوء مستقطب.

تم وضع تصنيف دنهام نظام الصخور الرسوبية الكربونية في أصل من قبل روبرت جي دونام في عام 1962، ومن ثم تعديلها من قبل امبري و Klovan في عام 1971 لتشمل الحجر الجيري الحبيبي الرصين والحبيبات التي كانت مرتبطة بماجة عضوية في وقت ترسب. بعد التعديل أصبح تصنيف دنهام الحديث أصبح الأكثر استخداما لتصنيف الصخور الرسوبية الكربونية مع 89% من العمال حاليا اعتماد هذا النظام على البديل الشعبي لتصنيف

## التاريخ

### الأصل التصنيف
روبرت ج. دنهام نشر له التصنيف الخاص به لحجر الجيري في عام 1962. تم تطوير نظام تصنيف دنهام هذا من أجل توفير أسماء فئات تعتمد على الترسيب، والانسجة التي تركز الانتباه على الخصائص التكوينية الأكثر أهمية بالنسبة لتفسير بيئة الترسيب من الصخور.
ثلاثة معاييرمستخدمة لتحديد فئات دنهام الأصلية:
- دعم النسيج الرواسب الأصلي
- وجود أو عدم وجود الطين (الكسر <20 ميكرومتر في الحجم)

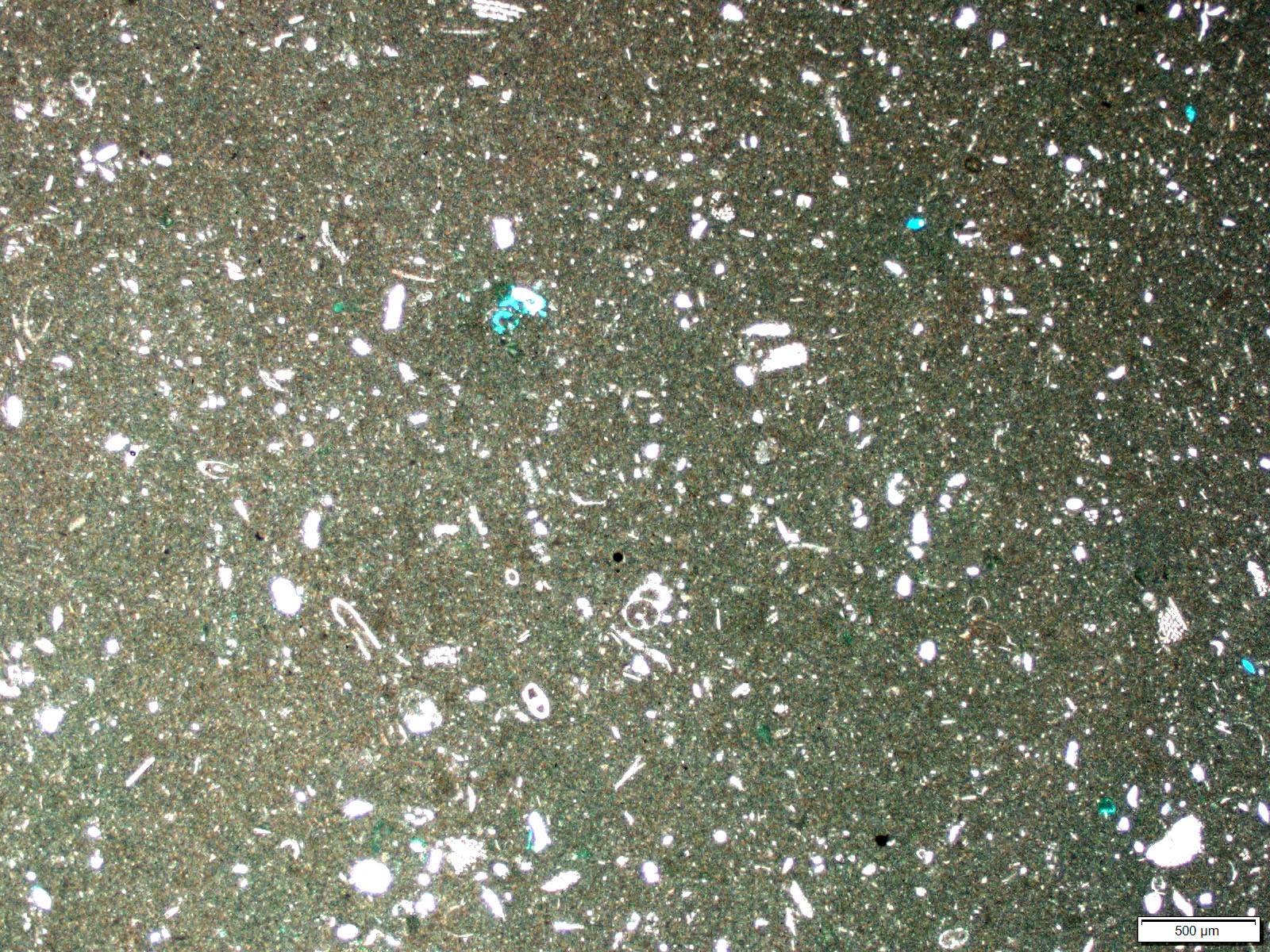
قسم رقيقة مجهرية من مجزأ bioclast wackestone في الطائرة ضوء مستقطب.

- قسم رقيقة مجهرية من مجزأ bioclast wackestone في الطائرة ضوء مستقطب.دليل على أن الرواسب كانت مرتبطة بمادة عضوية في وقت الترسب

على أساس هذه المعايير الأربعة التالية تم تعريف هذه الفئات:
الطيني
 صخر كربوني  مدعوم من الطين التي تحتوي على أقل من 10% من الحبيبات.
Wackestone
 كربونات صخرية مدعومة من الطين التي تحتوي على >10% الحبيبات.
Packstone
النسيج مدعومة من الحبيبات التي تحتوي على 1% أو أكثر من الطبقة الطينية
Grainstone
الصخور الكربونية مدعومة من الحبيبات مع <1% من الطين.
مدركين أن هذه الفئات لم تشمل كافة الأنواع الكربونية، حدد دنهام فصلين إضافيين في مخططه:
Boundstone
حيث يوجد ادلة على أن رواسب الكربونات كانت مرتبطة وقت الترسيب.
 الدولوميت البلوري أو الحجر الجيري البلورية
حيث أدى التبلور إلى عدم معرفة النسيج الترسيبي الأصلي للصخور الكربونية. 
 ذكر دنهام على وجه التحديد، يقصد بهذه الأسماء الستة ان تكون مقرونة بمعدلات تصف الحبيبات والمعادن. يمكن تلخيص التصنيف على النحو التالي:

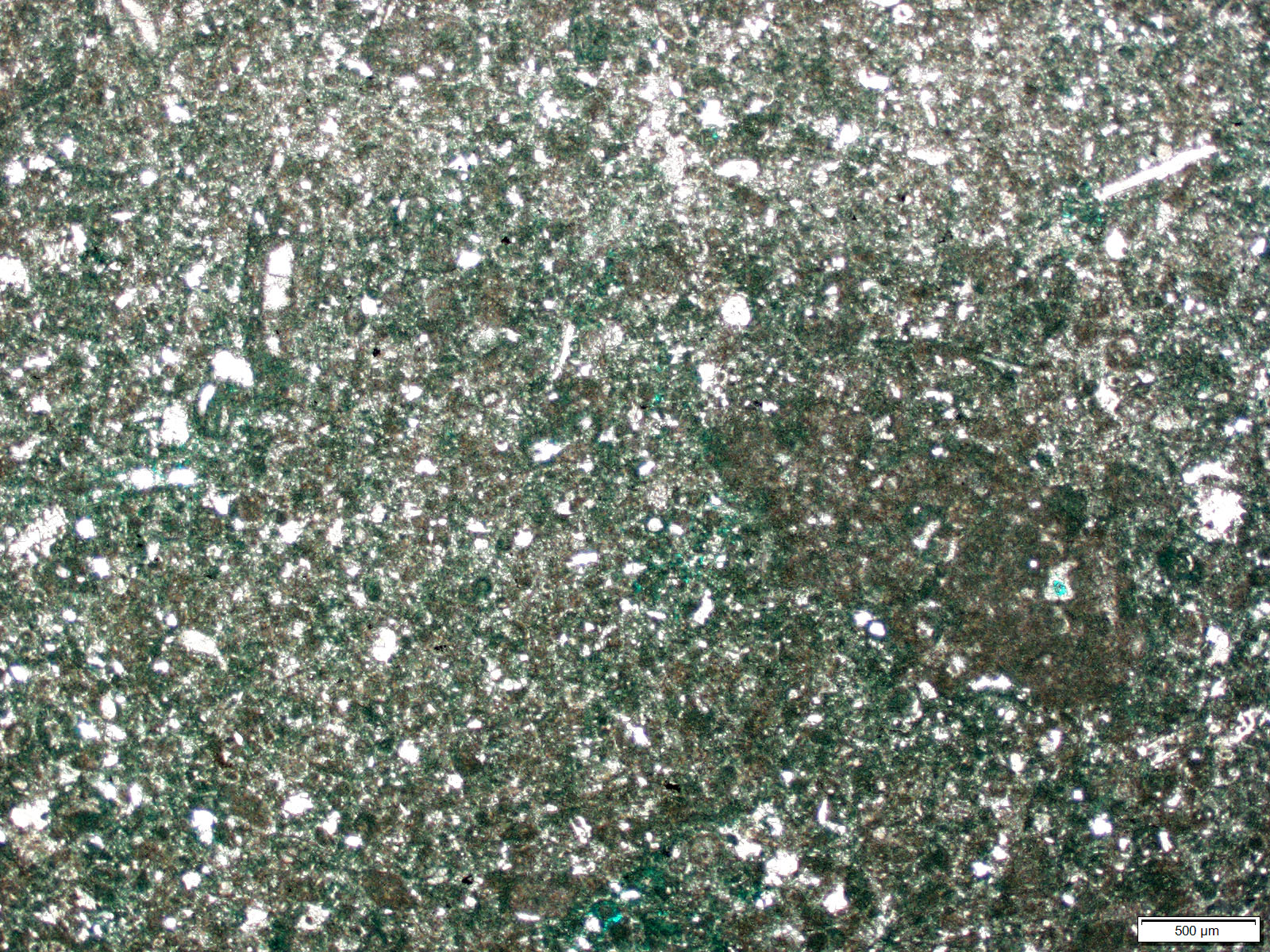
قسم رقيقة صورة مجهرية من والطين العلاجي packstone مع مجزأة bioclasts الطائرة ضوء مستقطب.

| Original Dunham classification (Dunham 1962)    | Original Dunham classification (Dunham 1962)    | Original Dunham classification (Dunham 1962)    | Original Dunham classification (Dunham 1962)    | Original Dunham classification (Dunham 1962)     | Original Dunham classification (Dunham 1962) |
| ----------------------------------------------- | ----------------------------------------------- | ----------------------------------------------- | ----------------------------------------------- | ------------------------------------------------ | -------------------------------------------- |
| Depositional texture recognizable               | Depositional texture recognizable               | Depositional texture recognizable               | Depositional texture recognizable               | Depositional texture recognizable                | Depositional texture not recognizable        |
| Original components not bound during deposition | Original components not bound during deposition | Original components not bound during deposition | Original components not bound during deposition | Original components were bound during deposition | Depositional texture not recognizable        |
| Contains mud                                    | Contains mud                                    | Contains mud                                    | Lacks mud and is grain-supported                | Original components were bound during deposition | Depositional texture not recognizable        |
| Mud-supported                                   | Mud-supported                                   | Grain-supported                                 | Lacks mud and is grain-supported                | Original components were bound during deposition | Depositional texture not recognizable        |
| اقل من 10 % من الحبيبات                         | اكثر من 10 % من الحبيبات                        | Grain-supported                                 | Lacks mud and is grain-supported                | Original components were bound during deposition | Depositional texture not recognizable        |
| Mudstone                                        | Wackestone                                      | Packstone                                       | Grainstone                                      | Boundstone                                       | Crystalline Carbonate                        |

### تعديل بواسطة امبري وكلوفان (1971)
بعد نشر نظام تصنيف دونهام الأصلي تم اقتراح العديد من التعديلات. تم تبني هذه الفكرة من قبل إمبري وكلوفان (1971) اللذان اكتشفا ان مخطط تصنيف دنهام كان يفتقر إلى التفاصيل عندما بدأ بالتحدث عن الصخور مثل الصخور الجيرية ذات الحواف العضوية والحبيبات الخشنة.
اقتراح امبري وكلوفان لفئة الفرعي لتصنيف دنهام المربوطة على أساس الوسائل التي كانت بها الرواسب مترابطة عضوياً، مما أسفر عن ثلاثة فصول جديدة داخل طبقة صخور دنهام:
Bafflestone
الرواسب اصلية ذاتية الحيرة 
Bindstone
 الرواسب المدعومة بالمصفوفة التي استقرت من خلال التبلور والرابطة 
Framestone
الرواسب إطار مدعوم بالاحافير الصلبة 
مع الاعتراف بأن تحديد هذه الهياكل يثير إشكالية في نطاق محدود من شريحة رقيقة وعادة ما يتطلب دراسة نتوء التعرض أو الأساسية، امبري وكلوفان عندما لا يكون تعريف طريقة الربط قابلاً للتحديد عندئذ يجب أن يكون حد مصطلحات تصنيف دنهام الأصلي المحتجزة.

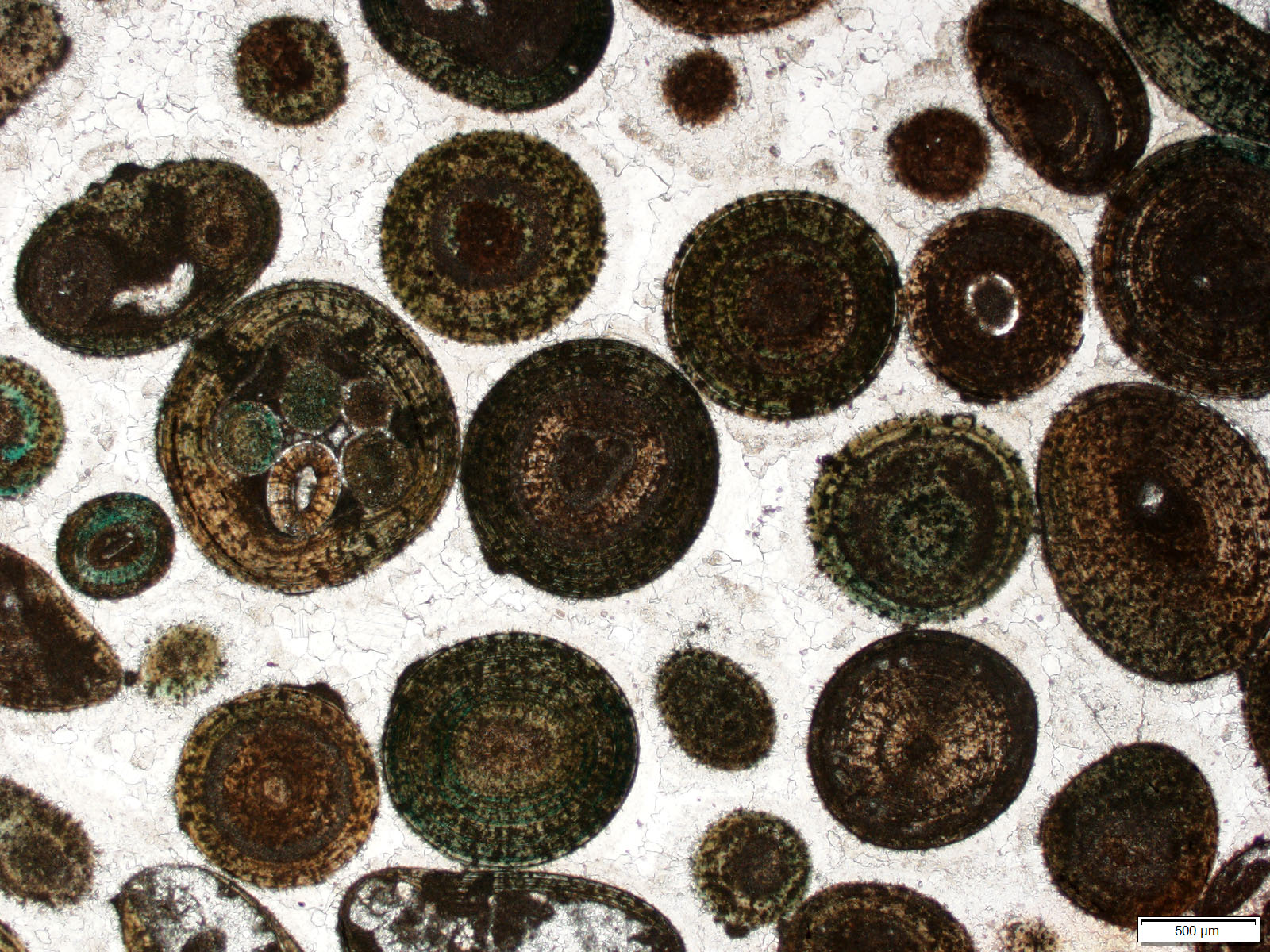
قسم رقيقة مجهرية من مجموعة الكالسيت عزز ooid grainstone الطائرة ضوء مستقطب.

لمعالجة هذه المسألة من الحجر الجيري الحبيبي الخشنة allochthonous  (علم الخصائص الحجرية حيث >10% من مكونات >2 ملم في القطر)، اقترح امبري وكلوفان إدخال فئتين جديتين اضافيتين:
Rudstones
النسيج حيث يدعم اطار حجم الحبيبات >2 مم 
Floatstones
القوم المدعومة بالمصفوفة مع حجم حبيبات >2 مم الحبوب التي تظهر على 'تعويم' في مصفوفة ادق. 
كما هو الحال مع الأصلي دونهام تصنيف معدلات ينبغي أن تستخدم لتحسين التصنيف. بالإضافة إلى ذلك، أسماء فئة يجب أن تسنخدم كمعدلات لوصف المصفوفة. امبري وكلوفان أيضا تعريف «الطين مصفوفة» المواد التي يبلغ قطرها أقل من 30 ميكرون.
بعد التبني الواسع لتعديلات امبري وكلوفان (1971)، نظام تصنيف دونهام عادة ما يشار إلى 'تعديل نظام تصنيف دونهام ' مع كل دنهام (1962) امبري وكلوفان (1971) الذي استشهد.

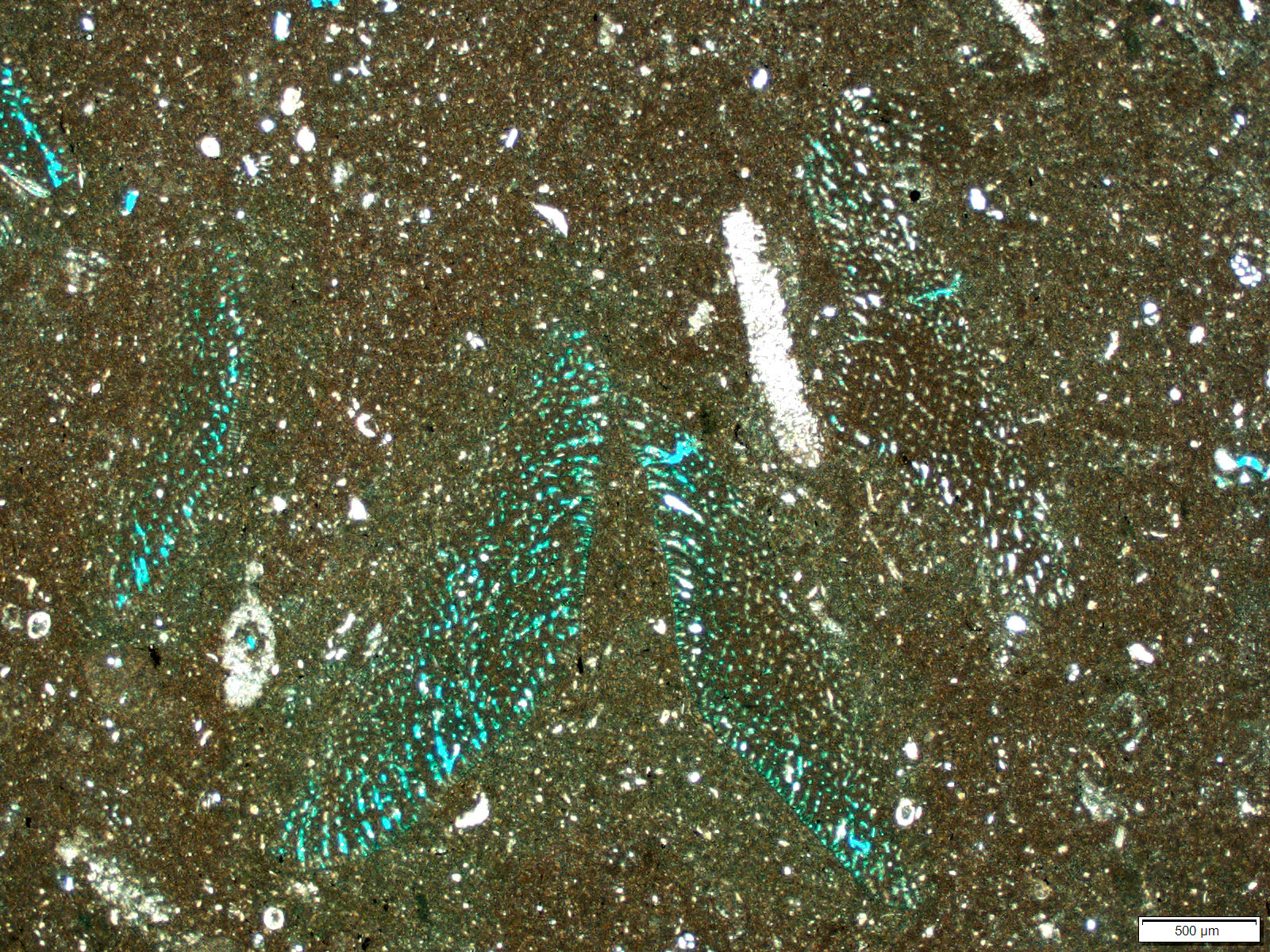
قسم رقيقة مجهرية من Orbitolinid المنخربات floatstone مع مجزأة bioclast packstone مصفوفة الطائرة ضوء مستقطب

ويمكن تلخيصها على النحو التالي:
| Modified Dunham Classification (Dunham, 1962; Embry and Klovan, 1971)                                             | Modified Dunham Classification (Dunham, 1962; Embry and Klovan, 1971)                                             | Modified Dunham Classification (Dunham, 1962; Embry and Klovan, 1971)                                             | Modified Dunham Classification (Dunham, 1962; Embry and Klovan, 1971)                                             | Modified Dunham Classification (Dunham, 1962; Embry and Klovan, 1971)                                             | Modified Dunham Classification (Dunham, 1962; Embry and Klovan, 1971)                                             | Modified Dunham Classification (Dunham, 1962; Embry and Klovan, 1971)                   | Modified Dunham Classification (Dunham, 1962; Embry and Klovan, 1971)                   | Modified Dunham Classification (Dunham, 1962; Embry and Klovan, 1971)                           |                                                                                         |
| --- | --- | --- | --- | --- | --- | --------------------------------------------------------------------------------------- | --------------------------------------------------------------------------------------- | ----------------------------------------------------------------------------------------------- | --------------------------------------------------------------------------------------- |
| Allochthonous Limestones - No evidence that the original components were bound together at the time of deposition | Allochthonous Limestones - No evidence that the original components were bound together at the time of deposition | Allochthonous Limestones - No evidence that the original components were bound together at the time of deposition | Allochthonous Limestones - No evidence that the original components were bound together at the time of deposition | Allochthonous Limestones - No evidence that the original components were bound together at the time of deposition | Allochthonous Limestones - No evidence that the original components were bound together at the time of deposition | Autochthonous Limestones - Original components were organically-bound during deposition | Autochthonous Limestones - Original components were organically-bound during deposition | Autochthonous Limestones - Original components were organically-bound during deposition         | Autochthonous Limestones - Original components were organically-bound during deposition |
| Less that 10% of the components are > 2 mm                                                                        | Less that 10% of the components are > 2 mm                                                                        | Less that 10% of the components are > 2 mm                                                                        | Less that 10% of the components are > 2 mm                                                                        | Greater that 10% of the components are > 2 mm                                                                     | Greater that 10% of the components are > 2 mm                                                                     | Autochthonous Limestones - Original components were organically-bound during deposition | Autochthonous Limestones - Original components were organically-bound during deposition | Autochthonous Limestones - Original components were organically-bound during deposition         | Autochthonous Limestones - Original components were organically-bound during deposition |
| Contains lime mud (<30 μm)                                                                                        | Contains lime mud (<30 μm)                                                                                        | Contains lime mud (<30 μm)                                                                                        | No lime mud | Greater that 10% of the components are > 2 mm                                                                     | Greater that 10% of the components are > 2 mm                                                                     | Bound by organisms that act as baffles                                                  | Bound by organisms that encrust and bind - the rock is supported by the matrix          | Bound by organisms that build a rigid framework - the rock is supported by the fossil framework |                                                                                         |
| Mud-supported | Mud-supported | Grain-supported                                                                                                   | Grain-supported                                                                                                   | Matrix-supported                                                                                                  | Grain-supported by the >2 mm size fraction                                                                        | Bound by organisms that act as baffles                                                  | Bound by organisms that encrust and bind - the rock is supported by the matrix          | Bound by organisms that build a rigid framework - the rock is supported by the fossil framework |                                                                                         |
| Less than 10% grains (>30 μm - 2 mm)                                                                              | Greater than 10% grains (>30 μm - 2 mm)                                                                           | Grain-supported                                                                                                   | Grain-supported                                                                                                   | Matrix-supported                                                                                                  | Grain-supported by the >2 mm size fraction                                                                        | Bound by organisms that act as baffles                                                  | Bound by organisms that encrust and bind - the rock is supported by the matrix          | Bound by organisms that build a rigid framework - the rock is supported by the fossil framework |                                                                                         |
| Mudstone | Wackestone | Packstone | Grainstone | Floatstone | Rudstone | Bafflestone                                                                             | Bindstone                                                                               | Framestone                                                                                      |                                                                                         |

## التصنيف المنقح من قبل رايت (1992)
التصنيف المنقح المقترح من قبل رايت (1992). فإنه يضيف بعض أنماط الجينية يمكن تلخيصها على النحو التالي:
| Revised Dunham classification (Wright 1992) | Revised Dunham classification (Wright 1992) | Revised Dunham classification (Wright 1992) | Revised Dunham classification (Wright 1992) | Revised Dunham classification (Wright 1992) | Revised Dunham classification (Wright 1992) | Revised Dunham classification (Wright 1992) | Revised Dunham classification (Wright 1992) | Revised Dunham classification (Wright 1992) | Revised Dunham classification (Wright 1992) | Revised Dunham classification (Wright 1992) |
| ------------------------------------------- | ------------------------------------------- | ------------------------------------------- | ------------------------------------------- | ------------------------------------------- | ------------------------------------------- | ------------------------------------------- | ------------------------------------------- | ------------------------------------------- | ------------------------------------------- | ------------------------------------------- |
| Depositional                                | Depositional                                | Depositional                                | Depositional                                | Biological                                  | Biological                                  | Biological                                  | Diagenetic                                  | Diagenetic                                  | Diagenetic                                  | Diagenetic                                  |
| Matrix-supported (clay and silt grade)      | Matrix-supported (clay and silt grade)      | Grain-supported                             | Grain-supported                             | In situ organisms                           | In situ organisms                           | In situ organisms                           | Non-obliterative                            | Non-obliterative                            | Non-obliterative                            | Obliterative                                |
| Less than 10 % grains                       | More than 10 % grains                       | With matrix                                 | No Matrix                                   | Encrusting binding organisms                | Organisms acted to baffle                   | Rigid organisms dominant                    | Main component is cement                    | Many grain contact as microstylolithes      | Most grain contacts are microstylolithes    | Crystals larger 10 micrometers              |
| Calci-mudstone                              | Wackestone                                  | Packstone                                   | Grainstone                                  | Boundstone                                  | Bafflestone                                 | Framestone                                  | Cementstone                                 | Condensed grainstone                        | Fitted grainstone                           | Sparstone                                   |
| Components larger 2 mm                      | Components larger 2 mm                      | Components larger 2 mm                      | Crystals smaller 10 micrometers             |                                             |                                             |                                             |                                             |                                             |                                             |                                             |
| Floatstone                                  | Rudstone                                    | Rudstone                                    | Microsparstone                              |                                             |                                             |                                             |                                             |                                             |                                             |                                             |

1. ↑  Dunham, R.J. (1962) Classification of carbonate rocks according to depositional texture.
2. ↑  Embry, Ashton F.; Klovan, J. Edward (1 Dec 1971). "A late Devonian reef tract on northeastern Banks Island, N.W.T". Bulletin of Canadian Petroleum Geology (بالإنجليزية). 19 (4): 730–781. ISSN:0007-4802. Archived from the original on 2017-08-09.
3. Lokier, Stephen W.; Al Junaibi, Mariam (2016). "The petrographic description of carbonate facies: are we all speaking the same language?". Sedimentology (بالإنجليزية). 63 (7): 1843–1885. DOI:10.1111/sed.12293. ISSN:1365-3091. Archived from the original on 2019-12-15.
4. Folk, Robert Louis (1 Jan 1959). "Practical petrographic classification of limestones". AAPG Bulletin (بالإنجليزية). 43 (1): 1–38. DOI:10.1306/0bda5c36-16bd-11d7-8645000102c1865d. ISSN:0149-1423. Archived from the original on 2017-10-28.
5. Wright، V.P. "A revised Classification of Limestones". Elsevier Science Publishers B.V. Elsevier Science Publishers B.V. ج. 76: 177–185. DOI:10.1016/0037-0738(92)90082-3.